# Grand Prix Laguna 2016
La 2e édition du Grand Prix Laguna a eu lieu le 14 février 2016. La course fait partie du calendrier UCI Europe Tour 2016 en catégorie 1.2.
L'épreuve a été remportée par l'Italien Filippo Ganna (Colpack) qui s'impose lors d'un sprint à deux coureurs devant le Slovène David Per (Adria Mobil) tandis que Domen Novak, le coéquipier et compatriote de ce dernier, finit troisième à deux secondes.

## Présentation

### Équipes
Classé en catégorie 1.2 de l'UCI Europe Tour, le Grand Prix Laguna est par conséquent ouvert aux équipes continentales professionnelles croates, aux équipes continentales professionnelles étrangères dans la limite de deux, aux équipes continentales, aux équipes nationales et aux équipes régionales et de clubs.
Quatorze équipes participent à ce Grand Prix Laguna - neuf équipes continentales, une équipe nationale et quatre équipes régionales et de clubs :
| Équipes continentales     | Équipes continentales | Équipes continentales |
| Nom de l'équipe           | Pays                  | Code                  |
| ------------------------- | --------------------- | --------------------- |
| Adria Mobil               | Slovénie              | ADR                   |
| Amplatz-BMC               | Autriche              | AMP                   |
| Felbermayr Simplon Wels   | Autriche              | RSW                   |
| Hrinkow Advarics Cycleang | Autriche              | HAC                   |
| Meridiana Kamen           | Croatie               | MKT                   |
| Minsk CC                  | Biélorussie           | MCC                   |
| Radenska Ljubljana        | Slovénie              | RAR                   |
| Tirol                     | Autriche              | TIR                   |
| WSA-Greenlife             | Autriche              | WSA                   |

| Équipe nationale           | Équipe nationale | Équipe nationale |
| Nom de l'équipe            | Pays             | Code             |
| -------------------------- | ---------------- | ---------------- |
| Équipe nationale de Russie | Russie           | RUS              |

| Équipes régionales et de clubs | Équipes régionales et de clubs | Équipes régionales et de clubs |
| Nom de l'équipe                | Pays                           | Code                           |
| ------------------------------ | ------------------------------ | ------------------------------ |
| Colpack                        | Italie                         | -                              |
| Friuli                         | Italie                         | -                              |
| Metalac Kraljevo CCN Quick     | Serbie                         | -                              |
| Sava                           | Slovénie                       | -                              |

## Classements

### Classement final
| Classement final | Classement final   | Classement final | Classement final          | Classement final  |
|                  | Coureur            | Pays             | Équipe                    | Temps             |
| ---------------- | ------------------ | ---------------- | ------------------------- | ----------------- |
| 1er              | Filippo Ganna      | Italie           | Colpack                   | en 4 h 3 min 10 s |
| 2e               | David Per          | Slovénie         | Adria Mobil               | + 0 s             |
| 3e               | Domen Novak        | Slovénie         | Adria Mobil               | + 2 s             |
| 4e               | Daniel Auer        | Autriche         | Felbermayr Simplon Wels   | + 3 min 40 s      |
| 5e               | Andi Bajc          | Slovénie         | Amplatz-BMC               | + 3 min 40 s      |
| 6e               | Žiga Grošelj       | Slovénie         | Sava                      | + 4 min 0 s       |
| 7e               | Davide Mucelli     | Italie           | Meridiana Kamen           | + 4 min 0 s       |
| 8e               | Florian Gaugl      | Autriche         | Hrinkow Advarics Cycleang | + 4 min 0 s       |
| 9e               | Clemens Fankhauser | Autriche         | Tirol                     | + 5 min 58 s      |
| 10e              | Robert Jenko       | Slovénie         | Radenska Ljubljana        | + 6 min 47 s      |
| modifier         |                    |                  |                           |                   |

### UCI Europe Tour
Ce Grand Prix Laguna attribue des points pour l'UCI Europe Tour 2016, par équipes seulement aux coureurs des équipes continentales professionnelles et continentales, individuellement à tous les coureurs sauf ceux faisant partie d'une équipe ayant un label WorldTeam.
| Position           | 1er | 2e | 3e | 4e | 5e | 6e | 7e | 8e à 10e |
| Classement général | 40  | 30 | 25 | 20 | 15 | 10 | 5  | 3        |

## Liste des participants
- Liste de départ complète